# Acanthobasidium delicatum
Acanthobasidium delicatum är en svampart som först beskrevs av Elsie Maud Wakefield, och fick sitt nu gällande namn av Oberw. ex Jülich 1979. Acanthobasidium delicatum ingår i släktet Acanthobasidium och familjen Stereaceae.   Inga underarter finns listade i Catalogue of Life.